# بحيرة إفني
بحيرة إفني (بالأمازيغية: ⴰⴼⵍⵎⴰⵎ ⵏ ⵉⴼⵏⵉ ، أَگْلْمَامْ نْ ئِفْنِي) هي بحيرة خضراء اللون تقع بتراب المنتزه الوطني لتوبقال، بجماعة توبقال المغربية، في عمق سلسلة جبال الأطلس الكبير، يسودها مناخ قاري، وتشرف عليها مباشرة أعلى قمة في شمال إفريقيا وهي قمة جبل توبقال، تتميز البحيرة بسفوحها الشديدة الإنحدار، وبتموقعها عند نهاية الوادي، وعمقها الكبير، وعلوها على مستوى سطح البحر الذي يبلغ حوالي 2500 متر، وهي بالتالي من أعلى البحيرات في العالم، وتبلغ مساحتها حوالي 26 هكتارًا، حيث يقدر طولها بحوالي 870 مترًا، وعرضها بحوالي 490 مترًا، ويبلغ تصريفها 300 متر في الثانية، وعمق يتجاوز 30 مترا.

## الموقع
تتموقع بحيرة إفني داخل المنتزه الوطني لتوبقال بالأطل الكبير الغربي، تحديدًا على تراب جماعة توبقال، إقليم تارودانت، جهة سوس ماسة، قرب دواوير من أشهرهاأمسوزارت.
للوصول إلى البحيرة من
انطلاقا من (هناك طريق أخرى من مراكش وعبر تيشكا)أكادير، اتجهوا صوب تارودانت – أولوز (30.676772، 8.172276-)، عبر الطريق الوطنية رقم 10، ثم التوجه نحو وادي تفنوت عند النقطة 30.700506، 8.153250- حتى أمسوزارت – المدخل إلى المنتزه الوطني توبقال. في أمسوزارت، يمكنكم إيقاف سيارتكم بسهولة، والحصول على بعض المأكولات، كما ننصحكم بقضاء الليل هناك للاستمتاع بيوم كامل في بحيرة إفني.
على الطريق، يمكنكم رؤية سدود أولوز الرائعة: السد 1: 30.692895، 8.137822- والسد 2: 30.734532، 7.980902-على طول وادي تفنوت، ستكتشفون سلسلة من القرى الصغيرة المعلقة في الجبال. نصيحتنا: يمكنك التوقف عند قرية إكلي إيكيدي: 30.859887، 7.900693 –  للاستمتاع بمشاهد لا تصدق.
للمشي لمسافات طويلة، من السهل العثور على الطريق المؤدي إلى بحيرة إفني، وما عليكم سوى الصعود إلى الوادي. حيث يسهل التنزه في هذه المنطقة ويمكنكم الاستعانة بالبغال في نقل الأمتعة.
بعد تناول الإفطار، ابدؤوا رحلتكم نحو بحيرة إفني (ساعتان ونصف سيرًا على الأقدام) في وادٍ أخضر رائع تنتشر فيه القرى الصغيرة. ويسمح الصعود إلى القمة الواقعة على ارتفاع 2300 متر بإطلالة بانورامية على جبل توبقال (أعلى قمة في شمال إفريقيا: 4136 متراً).
ثم ستنزلون بعد ذلك نحو بحيرة إفني، حيث تستطيعون التنزه والتجول والسباحة، وتعودون بعدها إلى قرية أمسوزارت قبل استئناف الطريق إلى أكادير.
أنشطة:
- المشي لمسافات طويلة – بحيرة إفني
- سباحة – تنزه
- اكتشاف وادي تفنوت[4]

## الموضع
تقع بحيرة إفني عند نهاية وادي محاط، في منطقة جبلية وعرة يعود تشكلها لأزيد من 245 مليون سنة، تحيطها سفوح شديدة الإنحدار من كل الإتجاهات، باستثناء الغرب الذي تنفتح منه على الوادي من خلال مسطح شاسع مشكل من الحصى والحجارة، وتشرف عليها مباشرة أعلى قمة في شمال إفريقيا وهي قمة جبل توبقال 4167 متر، بالإضافة إلى قمة ووانوكريم وغيرها.

## التشكل
يعود التاريخ الجيولوجي للمنطقة إلى الزمن الجيولوجي الأول، أي قبل أزيد من 245 مليون سنة.
هناك تضارب في الأراء حول تشكل البحيرة، ففي دراسة أجراها Paul Bonet سنة 1919، أعاد تشكيلها لأصل بركاني، لكن هناك تفسير أخر شائع وهو أن البحيرة تشكلت بسبب انهيارات صخرية شهدتها المنطقة خلال عصور جيولوجية معينة، أدت إلى إغلاق مجرى وادي محاط، وبالتالي تشكلت البحيرة عند نهايته، على هيئة سد طبيعي. في حين نجد تفسيرًا ثالثًا يقول أن البحيرة شهدت خلال عصور جيولوجية قديمة تراكم كميات كبيرة من الجليد، تسبب ذوبانها في تشكل البحيرة.

## الهيدرولوجيا
يبلغ تصريف البحيرة 300 مترًا في الثانية، وهي مسؤولة عن تغذية عدد كبير من العيون المنتشرة قرب البحيرة وبعيدًا عنها، ما يمنح الحياة للمنطقة، في حين أن تغذية البحيرة تعتمد أساسًا على ذوبان الثلوج.

## المناخ
يسود البحيرة مناخ قاري، تصل أعلى درجة حرارة به إلى 45 درجة خلال فصل الصيف، وإلى ما دون الصفر خلال فصل الشتاء، ما يتسبب في تجمد مياه البحيرة.

## الفولكلور
حسب الحكايات المحلية، فهذه البحيرة تعد مزارًا للنساء الراغبات في الزواج، بحيث يقمن بالسباحة فيها، ثم يتم طلاء الحناء على إحدى صخور البحيرة، وتغليفها بالخرق، ثم التلويح بها فوق رأس الفتات،

وتسليمها لها كفتاة مُقبلة على الزواج من أجل زيادة خصوبتها. وهُناك قصيدة شائعة بالمنطقة بهذا الخُصوص باللغة الأمازيغية على لسان البحيرة، هذه ترجمتُها:
```
اسمعن
 
يا
 
بنات
 
اسمعن
 
يا
 
بنات

شتنب
 
ها
 
هو
 
قد
 
حل
 
يا
 
بنات

من
 
لم
 
تتزوج
 
خلاله
 
فهيات

تبقى
 
معلقة
 
إلى
 
السنة
 
المقبلة

قليل
 
من
 
الصوف
 
في
 
برد
 
قارس

خير
 
بكثير
 
من
 
إناء
 
مال

```

## السياحة

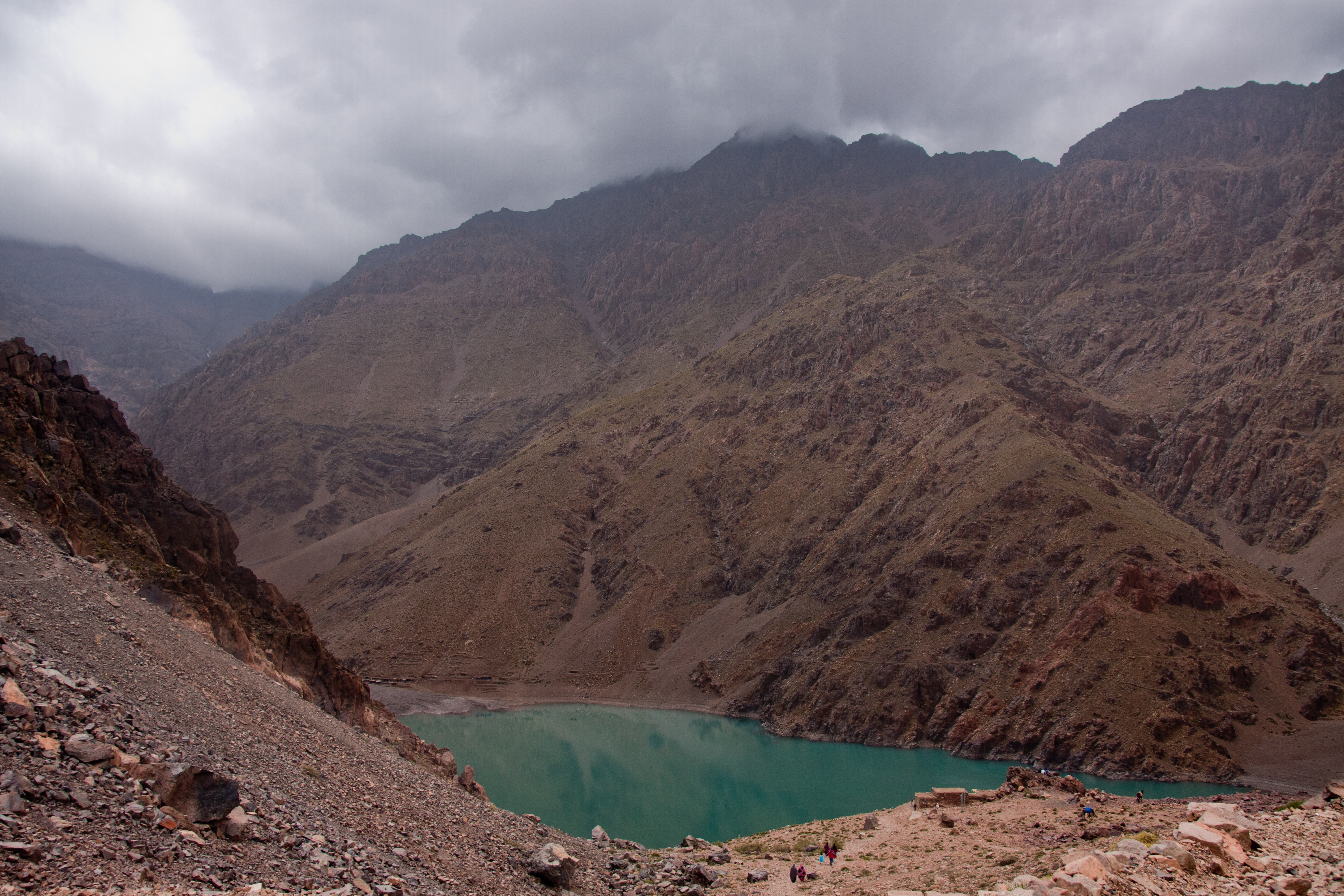
بحيرة إفني من الأعلى.

تُعد البُحيرة مزارًا مفضلاً عند عشاق الرياضات الجبلية وطنيًا ودوليًا، فرُغم تضاريسِها الصعبة، إلا أن الشق الغربي للبحيرة يعرف نوعا من الإنبساط، حيث توجد مبانٍ خفيفة تُستعمل من طَرفِ السُكّانِ لتَجميع الماشية، أو من أجلِ تَقديم خِدماتٍ للسُياح، كما يُحب العديدُ من الأشخاص التخييم والإستجمامَ بهذه البُحيرة. خاصة بعد أن تمت تهيئةُ طريقٍ للسيارات يُوصِلُ إلى حُدودِ البُحيرة من الجهةِ الشرقية عبر قريةِ إيمسوزارت التي تُقدم خدمات سياحية جيدة. وتُعتبرُ هذهِ البُحيرةُ أيضًا محطة من أجل صعود قمة توبقال من الجهةِ الشرقية، كما يُنعش وجودها الإقتصادَ المحليَ للسُكّان، خاصة خلال فترة تساقط الثلوج.
تُعتبرُ السباحة في هذه البحيرة صعبة وخطيرة، حيث شَهِدت هذه المنطقة حالاتِ غرقٍ عديدة، خاصة بين صفوف السُياح.

## السكان
أكثر من عشر قرى بالمنطقة تستفيد من مياه بحيرة إفني، التي تعتبر بمثابة سد طبيعي يستعمله السُكّان من أجل الأنشطة الفلاحية، وبما أن تضاريس المنطقة صعبة، فإن الزراعات تقام على السفوح على شكل مدرجات زراعية، كما يُعتبرُ سُكّان هذه المناطق من القبائل الأمازيغية الأطلسية، واللغة السائدة بالمنطقة هي اللغة الأمازيغية. ويعتمد السُكّان في عيشهم إلى جانب الزراعة على الرعي كمصدر أساسي للدخل، خاصة رؤوس الماعز.

## معرض الصور

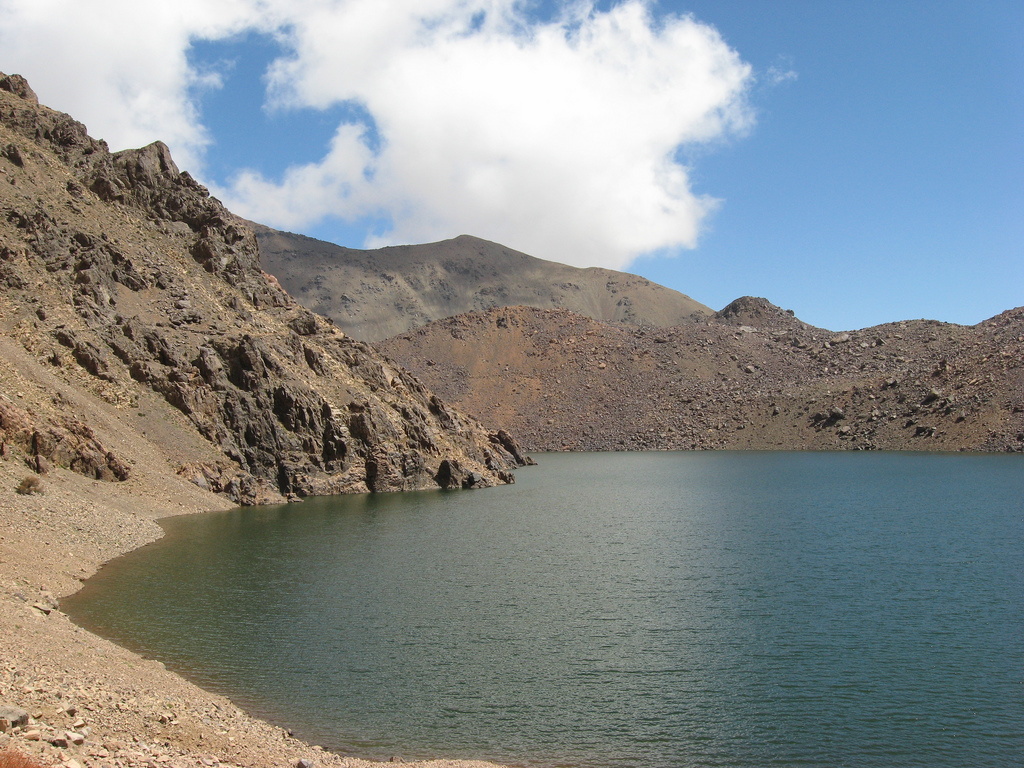
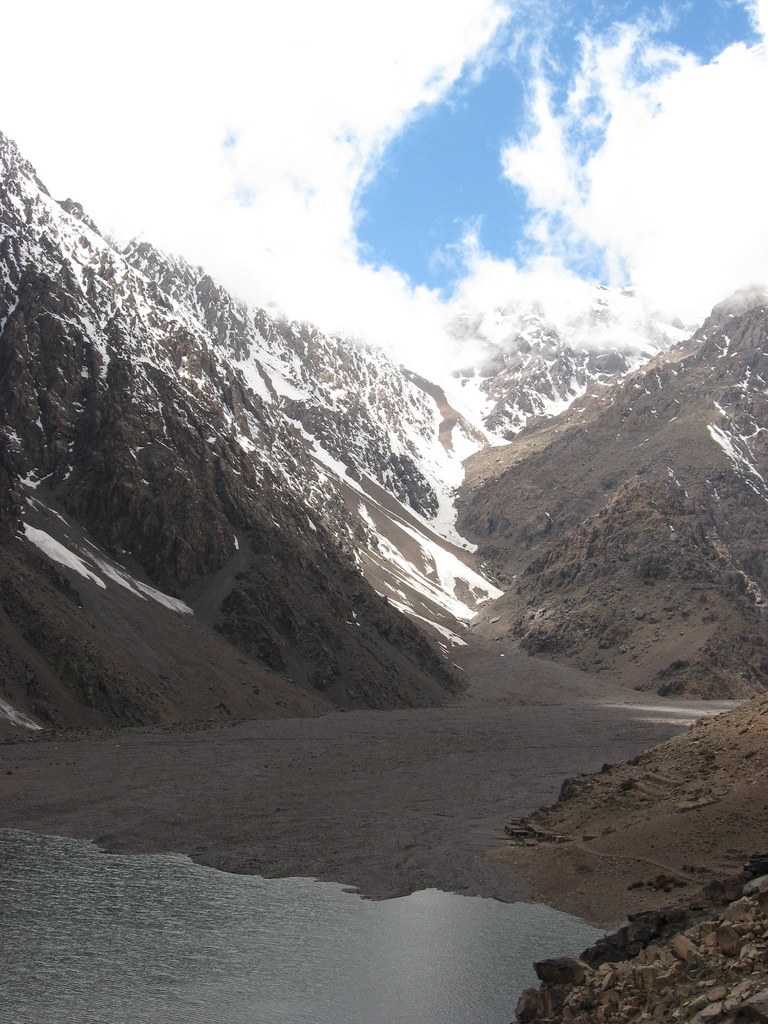
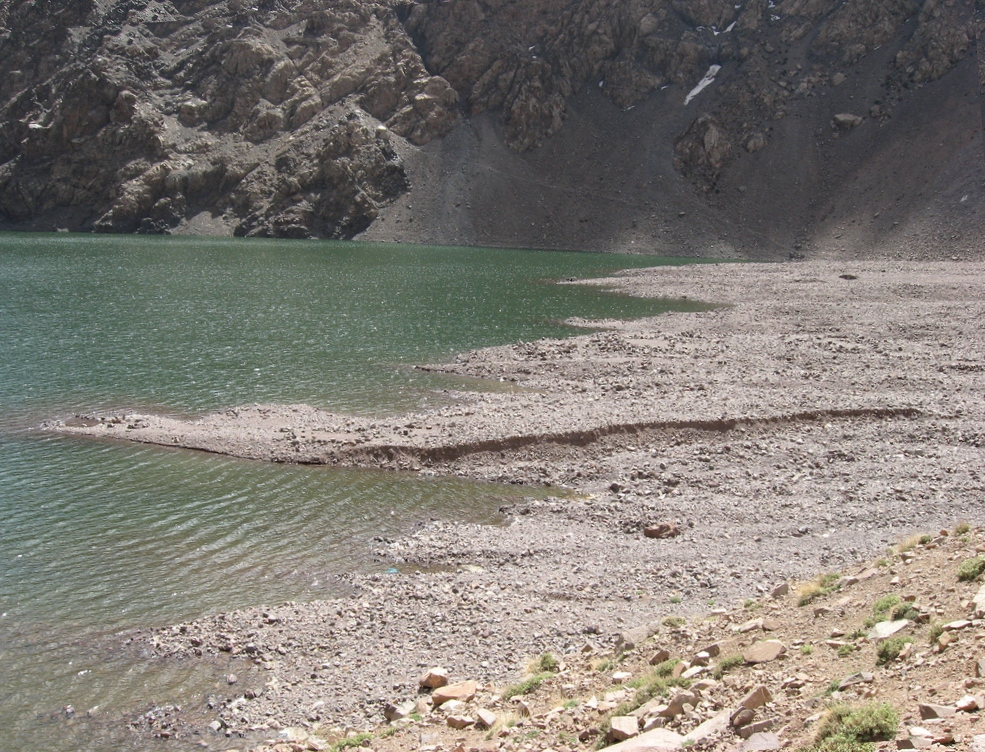
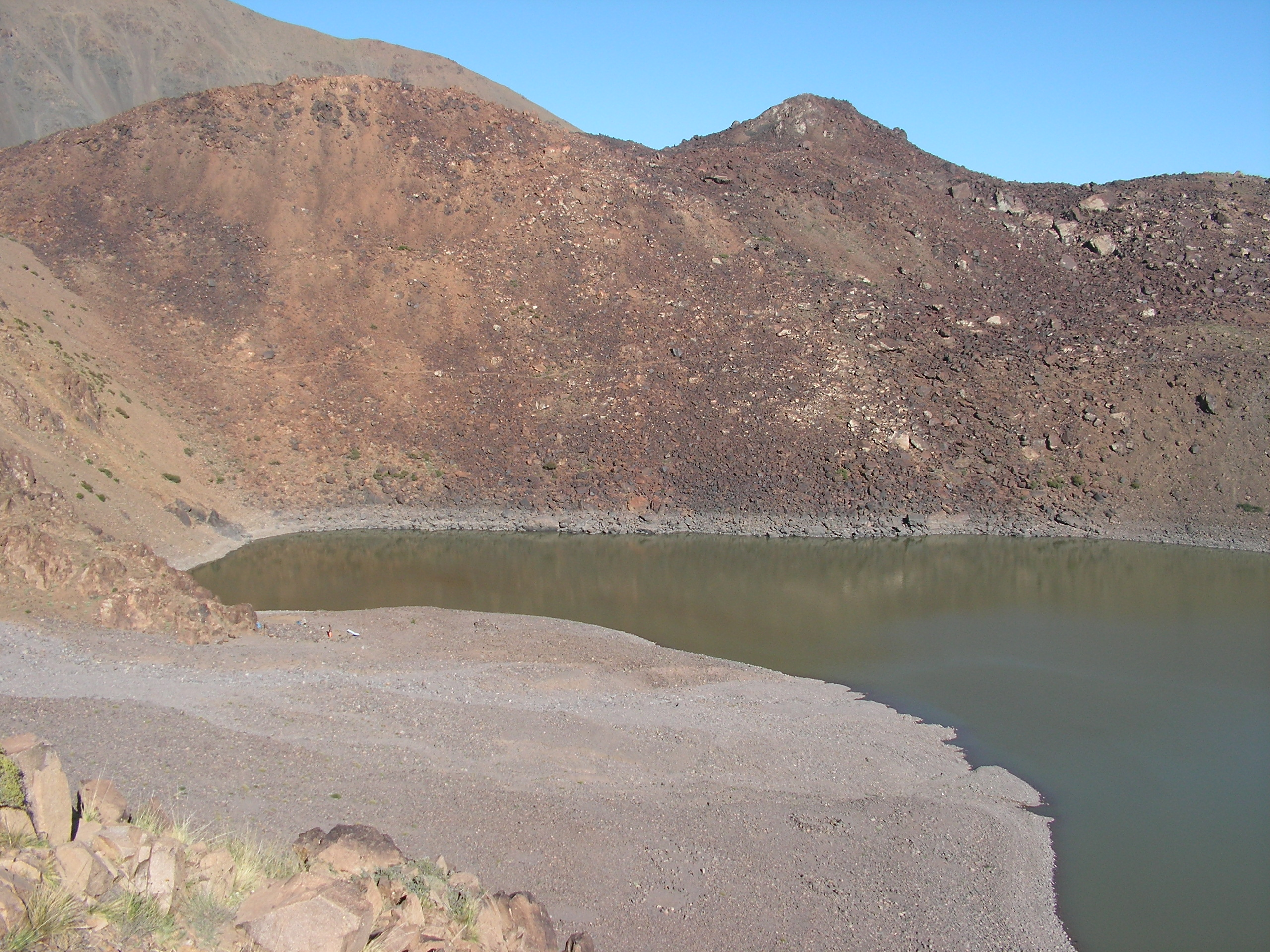
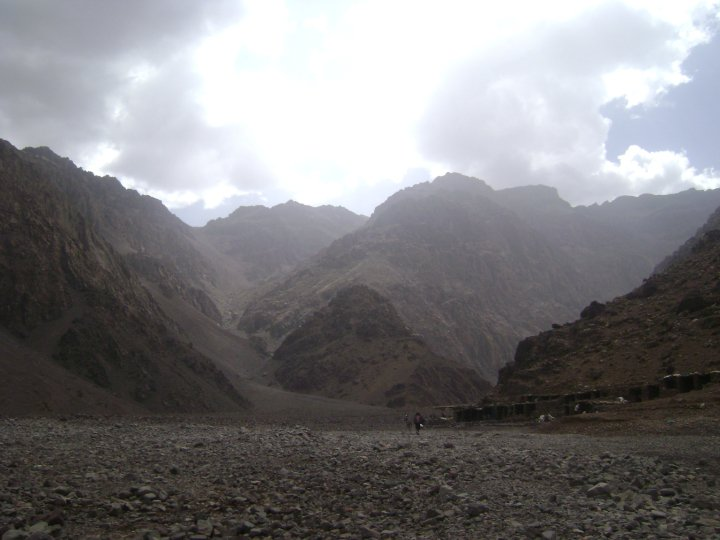